# Pedaliodes valencia
Pedaliodes valencia, de nombre común mariposa manchada del Tamá, pertenece a la familia Nymphalidae. Se distribuye únicamente por la región de Tama.